# Velloreille-lès-Choye
Velloreille-lès-Choye är en kommun i departementet Haute-Saône i regionen Bourgogne-Franche-Comté i östra Frankrike. Kommunen ligger i kantonen Gy som tillhör arrondissementet Vesoul. År 2022 hade Velloreille-lès-Choye 81 invånare.

## Befolkningsutveckling
Antalet invånare i kommunen Velloreille-lès-Choye
| Referens: INSEE |